# Лісе-Ями (Підкарпатське воєводство)
Лисячі Ями (пол. Lisie Jamy) — село в Польщі, у гміні Любачів Любачівського повіту Підкарпатського воєводства.
Населення — 1111 осіб (2011).

## Історія
У 1939 році в селі Лисячі Ями мешкало 1300 осіб, з них 560 українців-греко-католиків, 690 українців-римокатоликів, 30 поляків та 20 євреїв. Село входило до ґміни Лісє Ями Любачівського повіту Львівського воєводства.
У середині вересня 1939 року німці окупували село, однак вже 26 вересня 1939 року мали відступити, оскільки за пактом Ріббентропа-Молотова територія належала до радянської зони впливу. 17 січня 1940 року село включене до Любачівського району Львівської області. В червні 1941 року, з початком німецько-радянської війни, село знову було окуповане німцями. У липні 1944 року радянські війська зайняли село.
У жовтні 1944 року село у складі західних районів Львівської області віддане Польщі, а українське населення вивезено до СРСР та на понімецькі землі.
У 1975—1998 роках село належало до Перемишльського воєводства.

## Демографія
Демографічна структура станом на 31 березня 2011 року:
|          | Загалом | Допрацездатний вік | Працездатний вік | Постпрацездатний вік |
| -------- | ------- | ------------------ | ---------------- | -------------------- |
| Чоловіки | 577     | 122                | 405              | 50                   |
| Жінки    | 534     | 101                | 320              | 113                  |
| Разом    | 1111    | 223                | 725              | 163                  |